# Nifluminsav
A nifluminsav egy nem-szteroid gyulladáscsökkentő hatóanyag, melyet ízületi és izomfájdalmak kezelésére használnak. A ciklooxigenáz-2 gátlók csoportjába tartozik.

## Készítmények
- Donalgin (Richter)